# Zhonghua Shan
Zhonghua Shan är ett berg i Kina. Det ligger i provinsen Hubei, i den centrala delen av landet, omkring 130 kilometer norr om provinshuvudstaden Wuhan. Toppen på Zhonghua Shan är 798 meter över havet, eller 343 meter över den omgivande terrängen. Bredden vid basen är 7,2 km.
Runt Zhonghua Shan är det tätbefolkat, med 356 invånare per kvadratkilometer. Närmaste större samhälle är Guangshui, 9,1 km sydost om Zhonghua Shan. I omgivningarna runt Zhonghua Shan växer i huvudsak blandskog.
Genomsnittlig årsnederbörd är 1 211 millimeter. Den regnigaste månaden är augusti, med i genomsnitt 187 mm nederbörd, och den torraste är december, med 12 mm nederbörd.